# Chi Lin
Chi Lin (齊璘T, Qí LínP; 15 dicembre 1968) è un'ex cestista taiwanese.

## Carriera
Con Taiwan ha disputato i Campionati mondiali del 1994.